# موتا سانت أناستاسيا
نسطاسية أو موتا سانت أناستاسيا (بالإيطالية: Motta Sant'Anastasia)‏ هي بلدة تقع في مقاطعة كاتانيا في صقلية في إيطاليا .

## السكان
في سنة 1861 بلغ عدد السكان 3٬224 نسمة، وتطور العدد ليصل في سنة 2011 لـ 11٬394 نسمة.
يظهر هذا المخطط البياني تطور النمو السكاني لـ موتا سانت أناستاسيا

## أعلام
- جوسيبي دي ستيفانو